# Quân khu Thẩm Dương
Quân khu Thẩm Dương 
(giản thể: 沈阳军区; phồn thể: 瀋陽軍區; bính âm: shěnyáng jūnqū
là một trong 7 đại quân khu của Quân Giải phóng Nhân dân Trung Quốc. Quân khu chỉ huy và quản lý lực lượng quân đội và công an quân sự tại ba tỉnh Đông Bắc Trung Quốc là Cát Lâm, Hắc Long Giang và Liêu Ninh.
Quân khu Thẩm Dương có ranh giới không thay đổi kể từ cuối những năm 1960. Đó là giáp với Quân khu Bắc Kinh về phía tây. Với nước ngoài, quân khu giáp với Bắc Triều Tiên về phía đông nam và vùng Viễn Đông của Nga ở phía bắc.
Các nhà phân tích cho rằng đây là quân khu quan trọng thứ hai tại Trung Quốc sau Quân khu Bắc Kinh. Viện Nghiên cứu Chiến lược Quốc tế ước tính quân khu có 250.000 người Quân khu Thẩm Dương gồm 3 tập đoàn quân và 3 Quân khu:
- Tập đoàn quân số 16, căn cứ chính tại Trường Xuân, Cát Lâm
- Tập đoàn quân số 39, căn cứ chính tại Liêu Dương, Liêu Ninh
- Tập đoàn quân số 40, căn cứ chính tại Cẩm Châu, Liêu Ninh

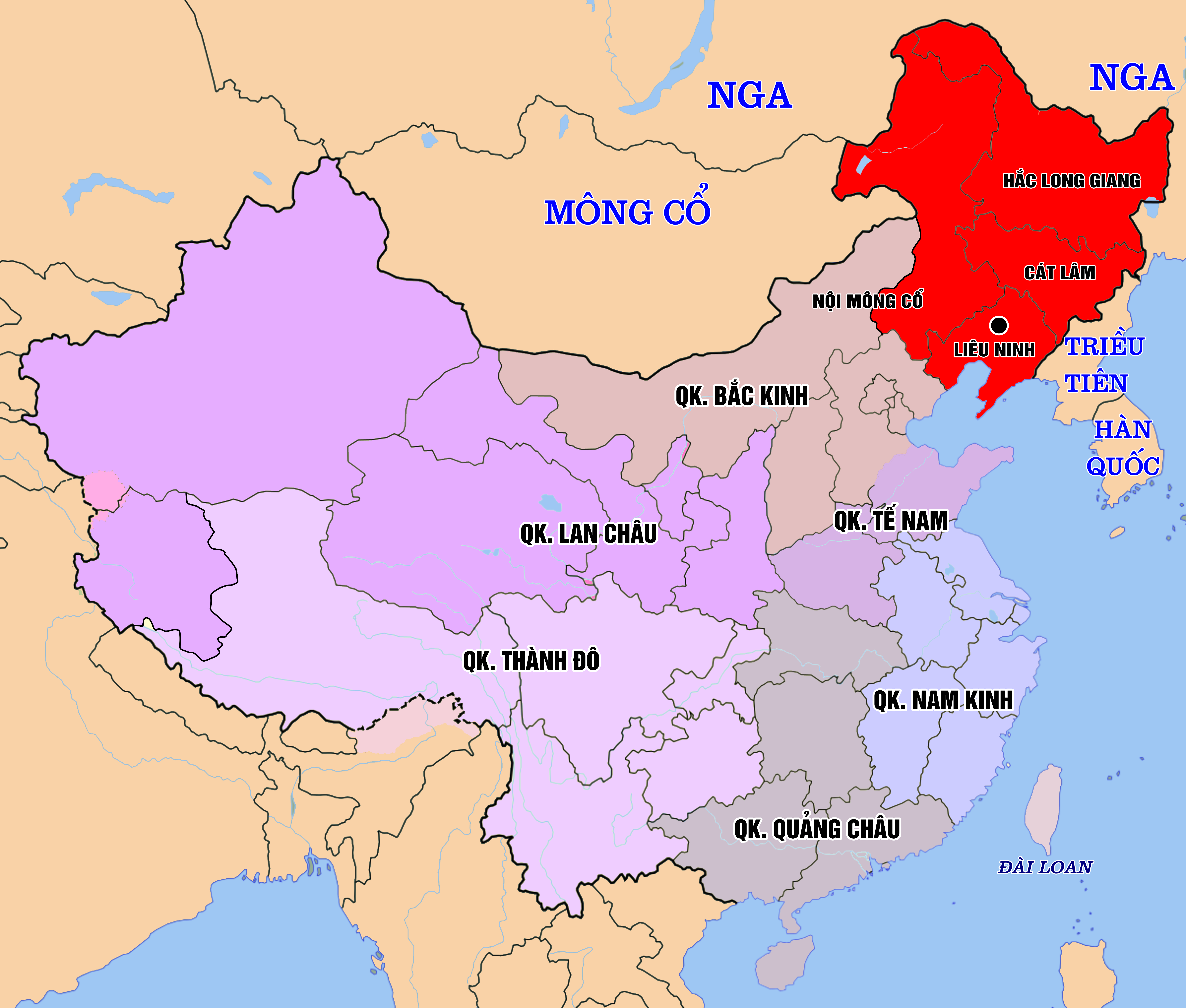
Quân khu Thẩm Dương

- Quân khu Liêu Ninh
- Quân khu Cát Lâm
- Quân khu Hắc Long Giang

## Tổ chức quân khu
- Bộ Tư lệnh
  - Cục tác chiến
  - Cục tình báo
  - Cục điều tra kỹ thuật
  - Cục quản lý
  - Cục quân vụ
  - Cục quân huấn
  - Cục động viên
  - Cục thông tin
- Các cục công tác trực thuộc
  - Cục chính trị
  - Cục cán bộ
    - Đơn vị điều phối cán bộ

  - Cục tổ chức
  - Cục tuyên bảo
  - Cục liên lạc
  - Cục kiểm tra kỷ luật
  - Tòa án quân sự quân khu
  - Viện kiểm soát quân sự quân khu
  - Nhà tù quân khu
  - Đoàn ca vũ tiền tuyến
- Các cục hậu cần
  - Cục tài chính
  - Cục quân nhu
  - Cục vệ sinh
  - Cục giao thông quân sự
  - Cục doanh phòng
  - Cục thẩm tra kế hoạch
  - Cục nhà ở
  - Cục trang bị

## Lãnh đạo qua các thời kỳ
| 1. Đặng Hoa 2. Trần Tích Liên 3. Lý Đức Sinh 4. Lưu Tinh Tùng 5. Vương Khắc 6. Lý Tân Lương 7. Lương Quang Liệt 8. Tiền Quốc Lương 9. Thường Vạn Toàn 10. Trương Hựu Hiệp 11. Vương Giáo Thành | 1. Chu Hoàn 2. Lại Truyện Châu 3. Tống Nhiệm Cùng（Chính ủy đệ Nhất） - Tằng Thiệu Sơn（Chính ủy đệ Nhị） 4. Phan Phục Sinh 5. Mao Viễn Tân 6. Vương Huy Cầu - Cam Vị Hán（Chính ủy đệ Nhị） 7. Liệu Hán Sinh（Chính ủy đệ Nhất） 8. Lưu Chấn Hoa 9. Tống Khắc Đạt 10. Lý Tân Lương 11. Khương Phúc Đường 12. Hoàng Hiến Trung 13. Chử Ích Dân |